# Cynthia Myers
Pour les articles homonymes, voir Myers.
Paige Young Leslie Bianchini
Cynthia Myers, née le 12 septembre 1950 à Toledo dans l'Ohio et morte le 4 novembre 2011, est une actrice et modèle de charme américaine. Miss Décembre 1968 du magazine Playboy, elle est une des playmates les plus marquantes des années 1960.

## Biographie
Cynthia a été élevée par sa mère, ses grands-parents et des oncles et tantes après le décès de son père, tué lors d'un accident de la route alors qu'elle avait 4 ans. Sa famille était méthodiste et très prude, cependant pleine d'affection. Elle-même était passionnée d'équitation.
Selon Cynthia elle-même, c'est à l"âge de 13 ans que ses seins commencèrent à se développer de façon exceptionnelle.
A quatorze ans, elle eut l'occasion de poser comme modèle et dès quinze ans sa conviction était faite, qu'elle allait devenir playmate de Playboy.
Elle écrivit dans ce sens au magazine, qui lui répondit qu'elle devait attendre d'être majeure et reprendre contact le moment venu.
En décembre 1968, elle atteignit son but et devint la première playmate née dans les années 1950 : les photos avaient été prises par Pompeo Posar dès le mois de juin précédent alors qu'elle n'avait encore que 17 ans, mais la direction du magazine avait pour principe d'attendre que le modèle ait 18 ans 
révolus avant de publier ses photos, à la suite de problèmes antérieurs dus à la législation américaine. Sa poitrine avait atteint sa mensuration de 99 cm (soit 39 pouces), avec bonnets de soutien-gorge de taille DD, que très peu d'autres playmates devaient égaler par la suite. Elle attirait tous les regards tant féminins que masculins, jaloux, réprobateurs ou admiratifs. Dans sa Playmate data sheet, Cynthia déclara d'ailleurs plus tard être « une voluptueuse exhibitionniste ».
L'article illustré qui la présentait était intitulé « Wholly Toledo », faisant allusion à sa ville natale et à sa poitrine exceptionnelle qui avait suscité des « démonstrations d'enthousiasme parmi les rédacteurs » et qui allait subjuguer les lecteurs. D'ailleurs, quand elle vint loger au manoir Playboy pour la séance de photos, Hugh Hefner lui déclara : « Toutes les femmes devraient avoir des seins comme les tiens !». Le dépliant central les mettait particulièrement en valeur, soulignant leur volume et leur forme « en obus ».
L'article provoqua un certain émoi dans sa ville natale, et la direction de l'école qu'elle fréquentait, la Woodward High School (en), voulut l'exclure de la remise des diplômes ; celui-ci lui fut cependant délivré par la suite, au regard de la célébrité qu'elle avait acquise. Après la publication de l'article, elle quitta Toledo, vint loger dans le manoir Playboy de Chicago, et travailla un temps au Club Playboy de cette même ville.
Cynthia (et tout particulièrement son dépliant central) fut extrêmement populaire parmi les soldats en guerre au Vietnam : ils furent très nombreux à lui écrire des lettres enflammées, et elle eut à cœur de répondre personnellement à chacun de ses admirateurs. Ce dépliant apparaît d'ailleurs dans des films : Hamburger Hill (1987) et The Siege of Firebase Gloria (1989).
Si son dépliant central recueillit tous les suffrages, la couverture du même numéro, ou elle posait vêtue d'une robe couverte de guirlandes lumineuses, à la manière d'un sapin de Noël, fut considérée comme une des plus mauvaises de l'histoire du magazine. L'éditeur s'en était rendu compte après l'impression du numéro, mais trop tard pour en stopper la diffusionw,.
Après ses débuts comme modèle de charme, elle fit de fréquentes apparitions dans la série télévisée Playboy After Dark en 1969.
Elle apparut aussi (sans être nommée) dans le film They Shoot Horses, Don't They?  avant de tenir le premier rôle en tant que Casey Anderson, 
une chanteuse de rock n'roll et bassiste bisexuelle dans le film de Russ Meyer, Beyond the Valley of the Dolls ; elle y joua dans une scène lesbienne avec Erica Gavin au cours de laquelle elle reconnut plus tard avoir atteint l'orgasme, ce qui provoqua la rupture avec son fiancé, un médecin réputé qui l'avait pressenti mais ne put l'accepter. Plus tard, celui-ci s'excusa d'avoir été « si bête et immature », mais elle ne voulut pas rénouer avec lui.
En 1994, il fut révélé qu'une photo nue d'elle (publiée dans le calendrier Playboy de 1970) ainsi que de ses collègues playmates Leslie Bianchini, Reagan Wilson et Angela Dorian avait été copiée et insérée par des collègues farceurs dans le livre d'instructions des astronautes de la Mission Apollo 12 concernant leurs sorties dans l'espace.
Le commentaire la concernant était « Don’t forget — Describe the protuberances » ('Ne pas oublier : décrire les protubérances')
,
.
En 2000, Cynthia Myers était encore considérée par les lecteurs comme une des 10 playmates les plus populaires de toute l'histoire de Playboy.
En 2009, elle fut choisie par la marque de bière Schlitz comme personnage symbole d'une campagne de publicité intitulée Back to the Sixties formula (Retour aux années soixante).
Le décès de Cynthia Myers, d'un cancer du poumon, a été annoncé par Hugh Hefner sur sa page Twitter le 4 novembre 2011.

## Apparitions dans les numéros spéciaux dePlayboy
- Playboy's Playmates - The First 15 Years  1983 - page 112
- Playboy's Pocket Playmates 1965-1970  1995-1996 - couverture & pages 32,33
- Playboy's Book of Lingerie  Septembre-Octobre 1997 - page 48
- Playboy's Voluptuous Vixens Janvier 1998 - page 79
- Playboy's Sex Stars of the Century Août 1999 - pages 10,11
- Playboy's Celebrating Centerfolds  14 septembre 1999 - page 48
- Playboy's Centerfolds Of The Century  Avril 2000 - couverture & pages 1,79
- Playboy's Sexiest Playmates  Octobre 2001 - page1 12-15

## Filmographie
- 1972 : Molly and Lawless John :
- 1970 : La Vallée des Plaisirs / Orgissimo (Beyond the Valley of the Dolls) : Casey Anderson
- 1969 : They Shoot Horses, Don't They ?

## Sources et Références
1. ↑  Voir sa fiche
2. ↑  Fiche sur wekinglypigs.com
3. ↑  Voir la couverture ci-dessous
4. ↑  Le document de la NASA et la photo originale (Angela Dorian)
5. ↑  Le document de la NASA et la photo originale (Cynthia Myers)

- Gretchen Edgren (trad. de l'anglais par Jacques Collin), Playboy Quarante ans [« The Playboy Book: Forty Years »], Paris, Editions Hors Collection, 1996, 336 p. (ISBN 2-258-04468-5)
- Gretchen Edgren (trad. Patrick Javault), Playboy en privé : Si vous ne swinguez pas, ne sonnez pas [« Inside the Playboy Mansion »], Cologne, Benedikt Taschen Verlag GmbH, 999, 352 p. (ISBN 3-8228-0797-4) pages 90-91

1. 1 2  p. 90

- Gretchen Edgren (trad. de l'anglais par Tom Morrow; Lien), Le livre des Playmates : Six décennies de charme [« The Playmate Book: Six Decades of Centerfolds »], Köln/London/Paris etc., Taschen GmbH, 2005, 472 p. (ISBN 3-8228-4385-7)

1. 1 2 3 4  p. 135

- (en) Charlotte Kemp, Centerfolds, Cape Charles, Köehlersbooks, 2015, 202 p. (ISBN 978-1-63393-160-2)

1. 1 2  p. 55